# Geffosses
Geffosses település Franciaországban, Manche megyében. Lakosainak száma 498 fő (2022. január 1.). Geffosses Pirou, Muneville-le-Bingard és Gouville-sur-Mer községekkel határos.

## Népesség
A település népességének változása:
| Lakosok száma | 485  | 392  | 412  | 435  | 421  | 429  | 440  | 471  | 486  | 498  |
|               | 1968 | 1982 | 1990 | 2006 | 2013 | 2015 | 2017 | 2019 | 2020 | 2022 |